# Lijst van Nederlandse medaillewinnaars op de wereldkampioenschappen atletiek junioren
Dit is een lijst van Nederlandse medaillewinnaars op de wereldkampioenschappen voor junioren atletiek.
- Laurens Looije – polsstokhoogspringen (5,45) – Seoel 1992
- Corrie de Bruin – discuswerpen (55,18) – Lissabon 1994
- Rutger Smith – kogelstoten (19,48) – Santiago 2000
- Melissa Boekelman – kogelstoten (17,66) – Peking 2006
- Dafne Schippers - zevenkamp (5967) - Moncton 2010
- Gabriel Emmanuel - tienkamp (7860) - Cali 2022
- Jarno van Daalen - kogelstoten (20,76) - Lima 2024

Zilver 
- Jacqueline Poelman – 100 m (11,44) – Seoel 1992
- Marjolein de Jong – 400 m horden (56,50) – Santiago 2000
- Melissa Boekelman - kogelstoten (16,60) - Bydgoszcz 2008
- Denzel Comenentia - kogelstoten (20,17) - Eugene 2014
- Britt Weerman - hoogspringen (1,93) - Cali 2022
- Jarno van Daalen - discuswerpen (62,22) - Lima 2024

Brons 
- Yvonne van der Kolk – 1500 m (4.16,35) – Sudbury 1988
- Remco van Veldhuizen – tienkamp (7313) – Seoel 1992
- Chiel Warners – tienkamp (7368) – Sydney 1996
- Rutger Smith – discuswerpen (58,73) – Santiago 2000
- Machteld Mulder - 800 m (2.02,05) - Bydgoszcz 2008
- Jamile Samuel - 100 m (11,56) - Moncton 2010
- Jamile Samuel - 200 m (23,27) - Moncton 2010
- Schippers, Kuhurima, Lubbers, Samuel - 4 x 100 m (44,09) - Moncton 2010
- Tim Dekker - tienkamp (7815) - Barcelona 2012
- Nadine Visser - zevenkamp (5948) - Eugene 2014
- Nadine Visser - 100 m horden (12,99) - Eugene 2014
- Jorinde van Klinken - kogelstoten (17,05) - Tampere 2018
- Matthew Sophia - 110 m horden (13,34) - Cali 2022
- N'ketia Seedo - 100 m (11,15) - Cali 2022
- Florian Vriezen - tienkamp (7820) - Lima 2024